# Frou-frou (film, 1938)
Pour les articles homonymes, voir Frou-frou.
Pour plus de détails, voir Fiche technique et Distribution.

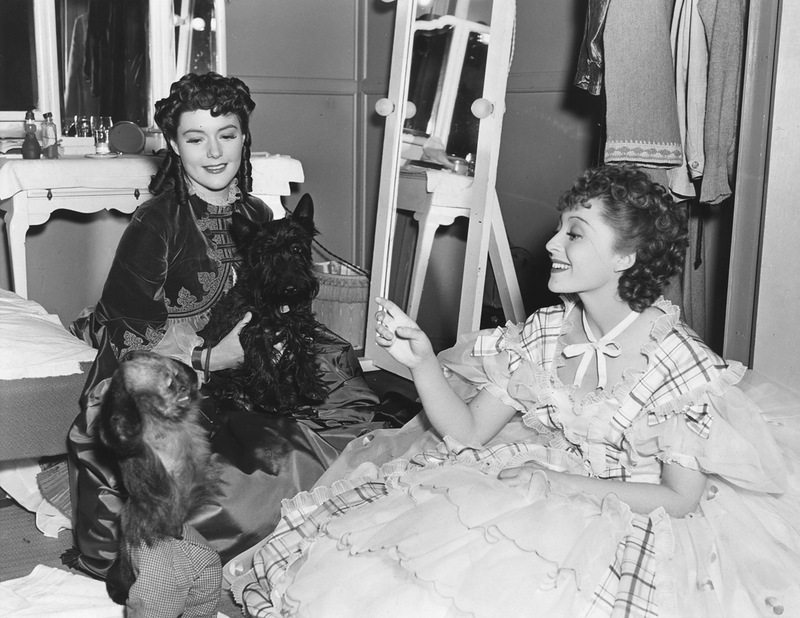
Barbara O'Neil et Luise Rainer, sur le tournage

Frou-frou (The Toy Wife) est un film américain réalisé par Richard Thorpe, sorti en 1938.

## Synopsis
Au XIXe siècle, Gilberte Brigard, 16 ans, surnommée Frou-Frou, revient de France où elle a suivi des études, et doit se rendre dans la plantation de Louisiane. Tout excitée, elle feint un mal de dents afin d'être obligée de voir un dentiste à La Nouvelle-Orléans. Malgré les efforts de son chaperon, Madame Vallaire, elle arrive à se faufiler pour se rendre à un bal où elle rencontre André, le fils de Mme Vallaire, de qui elle s'est entichée. À son retour chez elle, Frou-Frou et sa sœur aînée Louise rencontre Georges Sartoris, un ami de la famille en convalescence après avoir été blessé alors qu'il poursuivait en justice un blanc accusé d'avoir tué un jeune esclave. Bien que Louise soit amoureuse de Georges, elle l'encourage à épouser Gilberte quand elle apprend que c'est elle dont il est amoureux.
Cinq ans plus tard, Georges et Frou-Frou célèbrent le quatrième anniversaire de leur fils Georgie. Mais Georges s'inquiète du fait que Frou-Frou soit toujours aussi immature qu'à l'époque de leur mariage. Comme il craint que leur union pâtisse du fait que Gilberte est incapable de tenir la maison, il demande à Louise de rester avec eux et de s'en occuper. Pendant que Louise gère la maisonnée, Frou-Frou commence les répétitions d'une pièce avec André avec qui elle a repris contact. Bientôt, cependant, elle se rend compte de l'importance que prend Louise dans la maison, même Georgie semble lui préférer Louise. Quand Louise lui dit pourquoi Georges a voulu qu'elle reste chez eux, Frou-Frou décide de partir avec André. Six mois plus tard, Mme Vallaire apprend au père de Frou-Frou qu'ils sont partis à New York, et ce dernier meurt d'une crise cardiaque. Comme Frou-Frou a laissé son héritage à Georgie, elle et André se retrouvent bientôt submergés par les dettes de jeu d'André. Ils retournent alors à La Nouvelle-Orléans, où Georges défie André en duel, et le tue. Frou-Frou attrape une pneumonie. Un soir, Louise trouve Frou-Frou qui vient de prier dans une petite église. Georges refuse de la voir ou de laisser son fils la voir, jusqu'à ce que Louise lui fasse comprendre que, si Frou-Frou était ainsi, c'était de sa faute à lui. Georges se rend alors chez Frou-Frou et la ramène chez lui, où elle meurt après lui avoir dit que Louise l'aime. 

## Fiche technique
- Titre original : The Toy Wife
- Titre français : Frou-frou
- Titre anglais : Frou-frou
- Réalisation : Richard Thorpe
- Scénario : Zoe Akins, d'après la pièce adaptée par Augustin Daly d'après Frou-Frou de Ludovic Halévy et Henri Meilhac,
- Direction artistique : Cedric Gibbons
- Décors : Edwin B. Willis
- Costumes : Adrian et Gile Steele
- Photographie : Oliver T. Marsh
- Son : Douglas Shearer
- Musique : Edward Ward
- Montage : Elmo Veron
- Production : Merian C. Cooper
- Société de production : Metro-Goldwyn-Mayer
- Société de distribution : Loew's Inc.
- Pays d'origine :  États-Unis
- Langue originale : anglais
- Format : Noir et blanc - 35 mm - 1,37:1 - son Mono (Western Electric Sound System)
- Genre : Drame
- Durée : 95 minutes
- Dates de sortie : 
  - États-Unis : 10 juin 1938
  - France : 21 décembre 1938

## Distribution
- Luise Rainer : Gilberte Brigard dite « Frou-Frou »
- Melvyn Douglas : George Sartoris
- Robert Young : André Vallaire
- Barbara O'Neil : Louise Brigard
- H. B. Warner : Victor Brigard
- Alma Kruger : Mme Vallaire
- Libby Taylor : Suzanne
- Walter Kingsford : le juge Rondell
- Ruby Elzy : une métisse à l'étal de fruits
- Theresa Harris : "Pick", la bonne de Frou-Frou
- Walter Kingsford : Juge Rondell
- Clinton Rosemond : Pompey
- Clarence Muse : Brutus
- Leonard Penn : Gaston Vincent
- Alan Perl : Georgie
- Odette Myrtil : la logeuse
- Lillian Randolph : la religieuse
- George Reed : Gabriel
- Margaret Irving : Mme DeCambri
- Myrtle Anderson : Thérèse

## Critiques
Pour le magazine Télé 7 jours, « La magie de La Nouvelle-Orléans est bien rendue, de belles images. On regarde avec plaisir sans vraiment adhérer. »